# Војислав Ђокић
Војислав Ђокић (Сарајево, 23. март 1893 — Рудине, код Гламоча, 19. мај 1943), учесник Народноослободилачке борбе и члан Врховног штаба НОВ и ПОЈ.

## Биографија
Рођен је 23. марта 1893. године у Сарајеву. 
Војну академију је завршио 1913. године у Бечком Новом Месту и потом био у служби Аустроугарске војске. Године 1919. је прешао у Југословенску војску у којој је имао чин мајора. 
Под оптужбом да је припремао „комунистички пуч“ био је ухапшен 6. маја 1932. године у Марибору, где је службовао. Војни суд у Београду тада га је осудио на 15 година затвора. Јануара 1940. године условно је пуштен на слободу. 
Учесник је Народноослободилачке борбе од 1941. године. Најпре је био у Калиновачком партизанском одреду, где је од краја 1941. био заменик команданта. Маја 1942. године укључен је у Врховни штаб Народноослобдилачке партизанске и добровољачке војске Југославије. Краћи период током 1942. године налазио су у Штабу Друге пролетерске ударне бригаде. Новембра 1942. године постављен је за начелника Штаба Седме банијске дивизије.
Када су 1. маја 1943. године уведени чинови у НОВЈ, одлуком Врховног команданта НОВ и ПОЈ Јосипа Броза Тита, Војиславу Ђокићу додељен му је чин генерал-мајора.
Приликом бомбардовања партизанских положаја, 10. маја 1943. године, у близини села Љубине, код Рибника, тешко је рањен. Тада је упућен у Централну болницу НОВЈ где је убрзо умро, у селу Рудине, код Гламоча.